# La mujer del cuadro
La mujer del cuadro (The Woman in the Window) es una película estadounidense de 1944 basada en la novela de 1942 Once Off Guard, escrita por J. H. Wallis. La novela fue llevada a la gran pantalla por Nunnally Johnson con su propia productora independiente: International Pictures Inc.
La película, dirigida por Fritz Lang, cuenta la historia del profesor de psicología Wanley (Edward G. Robinson), que se involucra con una mujer fatal.

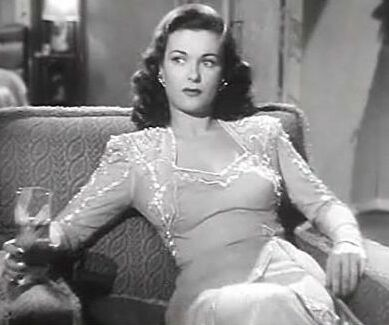
Joan Bennett en parte de un fotograma del reclamo de la película.